# Appignano
Appignano – miejscowość i gmina we Włoszech, w regionie Marche, w prowincji Macerata.
Według danych na rok 2004 gminę zamieszkiwało 3906 osób, 177,5 os./km².